# Ернст фон Гагерн
Барон Ернст фон Гагерн (нім. Ernst Freiherr von Gagern; 6 липня 1878, Ноєнбург-ам-Райн — 14 вересня 1954, Ноєнбург) — німецький офіцер, адмірал крігсмаріне (1 вересня 1942). 

## Біографія
13 травня 1895 року вступив на флот кадетом. Закінчив військово-морське училище. Служив на крейсерах і лінійних кораблях, з серпня 1903 року — на міноносцях. З 8 грудня 1912 року — 1-й офіцер Адмірал-штабу в штабі 5-ї дивізії, з 1 жовтня 1913 по 24 серпня 1917 року — в штабі 3-й ескадри. Учасник Першої світової війни. 25 серпня 1917 року призначений командиром легкого крейсера «Емден». З 11 серпня 1918 року — начальник відділу в Дирекції керівництва морської війни. У листопаді 1918 року включений до складу комісії з перемир'я, яка в серед іншого займалася передачею союзникам кораблів німецького ВМФ. З 3 червня 1920 по 9 січня 1925 року — начальник військово-морської станції «Остзее». 31 січня 1925 року вийшов у відставку. 13 вересня 1939 року знову поступив на флот і був призначений заступником імперського комісара Вищого призовного суду в Берліні. 4 жовтня 1942 року переведений в розпорядження головнокомандувача ВМФ, а 31 жовтня звільнений у відставку.

## Нагороди
- Столітня медаль (22 березня 1897)
- Орден Святого Карла (Монако), лицарський хрест (17 серпня 1898)
- Орден «Османіє» 4-го класу (Османська імперія; 12 лютого 1900)
- Орден Вранішнього Сонця 5-го класу (Японська імперія; 14 лютого 1901)
- Китайська медаль із застібкою «Тагу»
- Орден Червоного орла 4-го класу (19 вересня 1912)
- Залізний хрест 2-го і 1-го класу
- Орден «За заслуги» (Баварія) 4-го класу з мечами і короною
- Королівський орден дому Гогенцоллернів, лицарський хрест з мечами (4 грудня 1917)
- Хрест «За вислугу років» (Пруссія) (25 років)
- Почесний хрест ветерана війни з мечами